# Kenny Rocha Santos
Pour les articles homonymes, voir Rocha et Santos.
Kenny Rocha Santos, né le 3 janvier 2000 sur l'île de São Vicente au Cap-Vert, est un footballeur international capverdien qui joue au poste de milieu de terrain au FC Rouen.

## Biographie

### AS Saint-Étienne
Originaire du Cap-Vert, Kenny Rocha Santos est formé par l'AS Saint-Étienne, avec qui il signe son premier contrat professionnel à seulement 16 ans, le 25 novembre 2016. Il est souvent surclassé avec les équipes de jeunes et porte le brassard de capitaine. Il joue son premier match en professionnel le 1er février 2017, à l'occasion d'une rencontre de Coupe de France perdue face à l'AJ Auxerre (3-0). Il fait sa première apparition en Ligue 1 le 26 février suivant contre le SM Caen. Il est titulaire lors de cette partie que son équipe perd par un but à zéro.

### AS Nancy-Lorraine
En juillet 2019 Rocha Santos s'engage librement avec l'AS Nancy-Lorraine pour trois saisons, club évoluant alors en Ligue 2. Il fait sa première apparition sous les couleurs nancéiennes le 2 août 2019, contre le Valenciennes FC, en championnat (1-1).

### KV Ostende
Le 31 mai 2021 est annoncé le transfert de Kenny Rocha Santos au KV Ostende.

### Paris 13 Atletico
Le 13 Octobre 2024, il rejoint le Paris 13 Atletico.

### Carrière internationale
Kenny Rocha Santos honore sa première sélection avec le Cap-Vert le 14 novembre 2017 alors qu'il n'a que 17 ans, face au Burkina Faso. Il entre en jeu ce jour-là et son équipe s'incline par quatre buts à zéro. Le 28 mars 2022, il inscrit son premier but avec le Cap-Vert lors de sa 18ème sélections, en match amical face à Saint-Marin (victoire 2-0). Il figure sur la liste des joueurs sélectionnés pour participer à la Coupe d'Afrique des nations 2021. En décembre 2023, il est retenu dans la liste des vingt-sept joueurs cap-verdiens sélectionnés par Bubista pour disputer la Coupe d'Afrique des nations 2023.